# إيفيري باديز غولف 3
إيفيري باديز غولف 3 (بالإنجليزية: Everybody's Golf 3)‏، هي الجزء الثالث من سلسلة إيفيري باديز غولف، وهي لعبة فيديو من نوع رياضة غولف، صدرت اللعبة في الأسواق سنة 2001، وتعمل على منصة بلاي ستيشن 2 الحصرية.